# جون تايلور (لاعب كرة قدم)
جون تايلور (بالإنجليزية: John Taylor)‏ (24 أكتوبر 1964 بنورتش في المملكة المتحدة - ) هو لاعب كرة قدم بريطاني في مركز الهجوم. لعب مع برادفورد سيتي وكامبريدج يونايتد وكولتشستر يونايتد ونادي بريستول روفيرز ونادي لوتون تاون ونادي نورثامبتون تاون ولينكولن سيتي أف سي وداغنهام وريدبريدج وSudbury Town F.C. ‏.

## وصلات خارجية
- جون تايلور على موقع قاعدة بيانات كرة القدم.إي يو (الإنجليزية)
- جون تايلور على موقع Soccerbase.com (لاعب) (الإنجليزية)
- جون تايلور على موقع Soccerbase.com (مدرب) (الإنجليزية)
- جون تايلور على موقع عالم كرة القدم.نت (الإنجليزية)